# Stefanos Galanopoulos
Stefanos Galanopoulos (em grego:  Στέφανος Γαλανόπουλος; 22 de fevereiro de 1993) é um jogador de polo aquático grego que atua como goleiro.

## Carreira
Galanopoulos foi medalhista de bronze no Campeonato Mundial de Cazã, em 2015. No ano seguinte integrou o elenco da Seleção Grega de Polo Aquático que ficou em sexto lugar nos Jogos Olímpicos do Rio de Janeiro.